# Germán Barrios
Germán Ramón Barrios Núñez (Montevideo, 26 gennaio 2004) è un calciatore uruguaiano, centrocampista del Defensor Sporting.

## Carriera
Barrios è cresciuto nel settore giovanile del Defensor Sporting, dove ha firmato il primo contratto professionistico nel 2023. L'8 febbraio 2024 è stato ceduto in prestito per una stagione al River Plate (M). ed il 2 marzo ha giocato il suo primo incontro ufficiale contro il Danubio in Primera División.

## Statistiche

### Presenze e reti nei club
Statistiche aggiornate al 29 aprile 2024.
| Stagione        | Squadra         | Campionato      | Campionato | Campionato | Coppe nazionali | Coppe nazionali | Coppe nazionali | Coppe continentali | Coppe continentali | Coppe continentali | Altre coppe | Altre coppe | Altre coppe | Totale | Totale | Totale |
| Stagione        | Squadra         | Comp            | Pres       | Reti       | Comp            | Pres            | Reti            | Comp               | Pres               | Reti               | Comp        | Pres        | Reti        | Pres   | Reti   |        |
| --------------- | --------------- | --------------- | ---------- | ---------- | --------------- | --------------- | --------------- | ------------------ | ------------------ | ------------------ | ----------- | ----------- | ----------- | ------ | ------ | ------ |
| 2024            | River Plate (M) | PD              | 9          | 0          | CU              | 0               | 0               |                    | -                  | -                  |             | -           | -           | 9      | 0      |        |
| Totale carriera | Totale carriera | Totale carriera | 9          | 0          |                 | 0               | 0               |                    | -                  | -                  |             | -           | -           | 9      | 0      |        |